# Кунцевское городище
Кунцевское городище  — историческое укреплённое заселение в Москве и археологический памятник. В XIX веке и ранее место иногда называли «славянским», «польским» или «татарским» кладбищем. Также встречается называние Проклятое место, так как его считали «языческим капищем».

## Географическое местоположение
Кунцевское городище занимает место, где сейчас находится район Кунцево и парк Кунцево-Фили (Суворовский парк), на западной границе. Располагается на мысе, окружённом двумя оврагами, у правого берега Москвы-реки (между рекой Москвой и домом № 16 корпус 3 по Рублёвскому шоссе).
До сих пор остались земляные валы и рвы. Площадка городища имеет овально-прямоугольную форму, её длина с юго-востока на северо-запад составляет 72 м, а ширина — 20 — 27 м, с севера — 30 м. Поверхность площадки имеет уклон к северу, который составляет 1,5м.

## История
Первые пласты культурного слоя датируется от VI—V веками до нашей эры до VII—VIII века нашей эры и относятся к дьяковской культуре. В этот период здесь было поселение, по форме социальной организации относящееся к патриархату. Во время раскопок обнаружены остатки жилых и хозяйственных домов, укрепительные сооружения из частокола. Исходя из открытий, основными занятиями жителей были земледелие, охота, рыболовство и скотоводство. Кроме того обнаружены изделия, выполненные из кости, глины и железа, средства литья цветного металла, украшения из металла.
С XI века по XIII век в городище жили вятичи, основным занятием которых было пашенное земледелие и скотоводство. Найдены инструменты, предметы быта и ремесла, украшения.
С XIII по XVI век в Кунцевском городище на высоком месте находилась церковь Покрова Богородицы что на Городище — вначале деревянная, затем каменная. На церковном кладбище обнаружены резные надгробия из белого камня, монеты, кресты.
В 1611—1612 годах во времена Смуты на Хорошёвских и Сетуньских лугах, близ Кунцева, стояли войска польского гетмана Станислава Жолкевского. В начале XVII века во время Смуты город и церковь разграбили и разрушили (собственно, с тех пор город и стал городищем, то есть, бывшим городом).

### Хронология исследований
Первое упоминание о Кунцевском городище датируется 1649 годом, согласно Межевой описи села Кунцево. Это одно из древнейших поселений на территории современной Москвы.
В XIX веке З. Я. Доленга-Ходаковский и Иван Егорович Забелин проводили исследования в этом месте: так, в 1840-х последний нашёл могильную плиту с датой: «Лета 7065.1557 преставился». По мнению Забелина, «кунцевское городище есть памятник глубочайшей древности, показывающий, что эта сторона была заселена с незапамятных времен, задолго до того времени, с которого мы начинаем свою историю».
С 1919 года по 1923 год В. А. Городцов организовал раскопки. С 1960 года по 1973 год проведены исследования в Музее истории и реконструкции Москвы под руководством А. Г. Векслера.

## Кунцевский идол

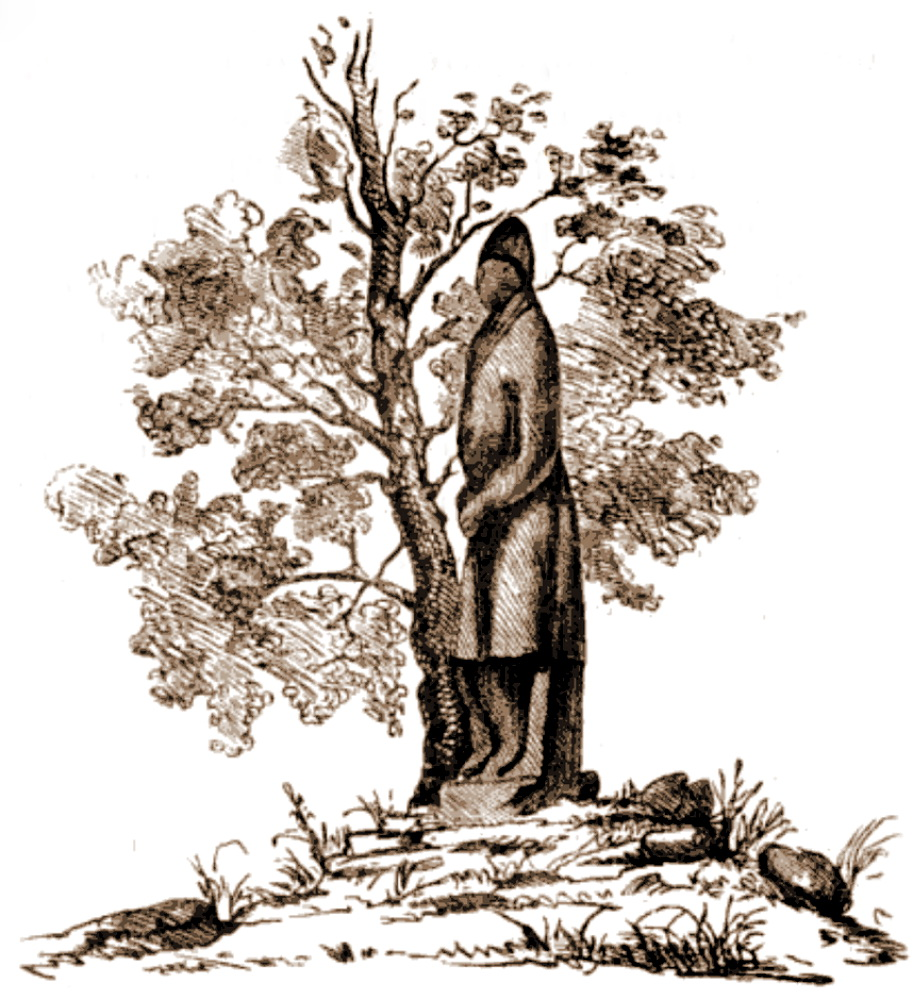
Изображение Кунцевского идола из работы А.А. Гатцука

Свидетелем языческой культуры до XX века оставалась известная «каменная баба», очертаниями своими напоминающая «половецких баб». Согласно исследованиям И. Е. Забелина, идол был привезен местным помещиком лишь в конце XVIII века и служил украшением паркового павильона связанного с городищем. «Баба» стояла прежде посредине полуострова в дупле вяза, затем была перенесена в сад ближе к усадьбе Подобные «фолли» были характерны для садово-парковой архитектуры этого периода. В период после Октябрьской революции следы идола теряются и современное местонахождение его неизвестно.

## Поверья
Место, где находится Кунцевское городище, называется проклятым, так как считалось «языческим капищем» и с ним связан ряд преданий. Согласно одному из них, церковь Покрова Богородицы, которая стояла здесь, бесследно ушла под землю вместе с крестом всего за одну ночь. Также в руслах ручьёв вблизи городища можно и сейчас во множестве обнаружить окаменелости, называемые в народе «чёртовыми пальцами». Согласно личному свидетельству русского археолога и историка Забелина, ещё в 1840-х годах у жителей соседней деревни Терехово существовал обычай на Троицын день, приблизившись к Кунцевскому городищу, швырять в Москву-реку традиционные зеленые венки с противоположного Кунцеву берега. Чтобы просто бросить венки в воду, идти к городищу не требовалось (Терехово тоже располагалось на Москве-реке выше по течению), поэтому Забелин предположил, что это были пережитки языческого почитания требища у «проклятого места».

## Упоминания

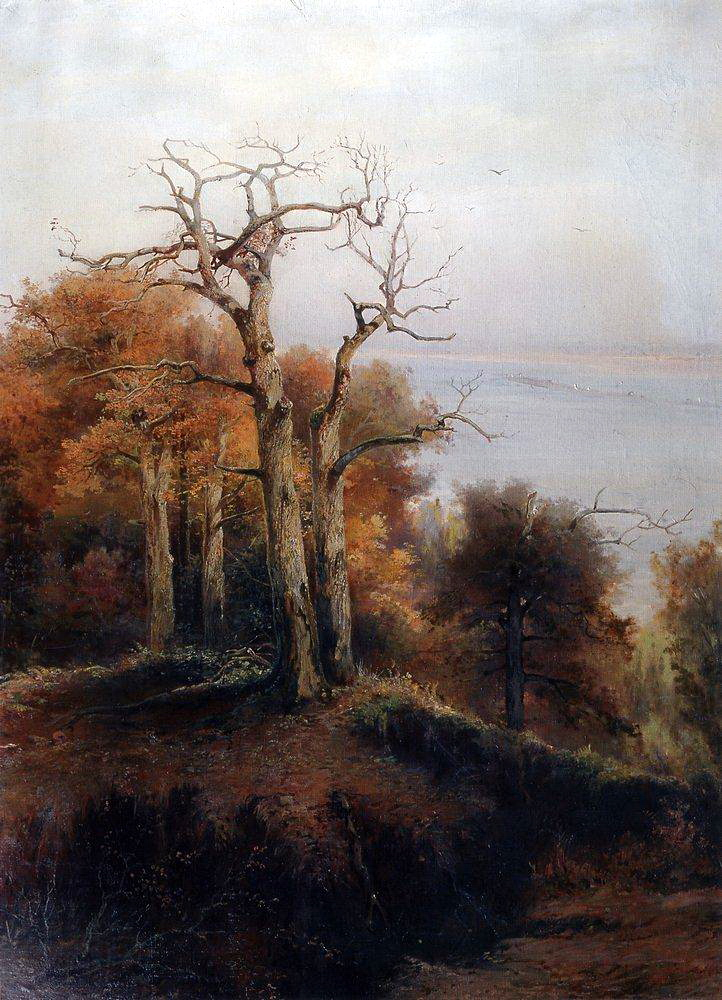
А. К. Саврасов. Осенний лес. Кунцево. (Проклятое место)

М. И. Воскресенский написал роман «Проклятое место», основные действия которого происходят на этом холме. Роман «Проклятое место» в своё время наделал много шума в среде читающей Москвы.

### Дубы
Кунцевское городище со старыми дубами на нем изображено на картине А. К. Саврасова «Осенний лес. Кунцево. (Проклятое место)», 1872 года.
Один из дубов-великанов у городища (в четыре обхвата), получил особую известность и был описан в «Жизни растений» К. А. Тимирязевым.
Дубы Кунцева также упоминается в стихотворении Марины Цветаевой «Недавно в Кунцеве, неожиданно крещусь на дуб. Очевидно, источник молитвы не страх, а восторг».
До сих пор в парке вокруг Городища есть дубы возраст которых насчитывает 300 и более лет.